# 2001 en jeu
Chronologie du jeu
- 1997
- 1998
- 1999
- 2000
- 2001
- 2002
- 2003
- 2004
- 2005

Cet article présente les faits marquants de l'année 2001 concernant le jeu.

## Évènements

### Compétitions
- 29 juillet : le Français Cyrille Sevin remporte le XIe championnat du monde de Diplomatie à Paris devant l'Irlandais Brian Dennehy et le Britannique Chetan Radia.
- Juillet : le Français Franck Maniquant remporte le championnat du monde de Scrabble francophone.
- 10 novembre : l’Américain Brian Rose remporte le XXVe championnat du monde d’Othello à New York.
- 25 novembre : le Français Benoît Clergeot remporte le XVIIe Championnat de France de Diplomatie à Boulogne-Billancourt devant ses compatriotes Olivier Cadoret et Thomas Sebeyran[1].

## Sorties
- Age of Steam de Martin Wallace, Warfrog
- Contrario de Odet l'Homer, Roberto Fraga, et Matthieu d'Epenoux, Cocktailgames
- Les Loups-garous de Thiercelieux de Philippe des Pallières et Hervé Marly, Lui-même

## Récompenses
- Remise des premiers ENnie Awards (en ligne).